# 光禄寺
光禄寺（こうろくじ）は、王朝時代の中国の官署である。九寺のひとつ。
秦代の郎中令を起源とする。漢・魏・晋代には光禄勲と称された官署であるが、当初は宮殿門戸などを管掌した。北斉のときに光禄寺が置かれ、膳食・帳幕器物・宮殿門戸を管掌した。唐代には、光禄寺の長官は光禄寺卿といい、その官位は従三品とされた。次官は光禄寺少卿といい、その官位は従四品上とされた。その下に光禄寺丞（従六品上）2人・光禄寺主簿（従七品上）2人・光禄寺録事（従九品上）1人が置かれた。